# Piesocalus javanus
Piesocalus javanus là một loài nhện trong họ Linyphiidae.
Loài này thuộc chi Piesocalus. Piesocalus javanus được Eugène Simon miêu tả năm 1894.